# St. Marys, Pennsylvania
 St. Marys är en ort i Elk County i delstaten Pennsylvania, USA.